# Акбастау (Сайрамский район)
Акбастау (каз. Ақбастау, до 199? г. — Кызылту) — село в Сайрамском районе Туркестанской области Казахстана. Входит в состав Карасуского сельского округа. Код КАТО — 515257500.

## Население
В 1999 году население села составляло 1020 человек (499 мужчин и 521 женщина). По данным переписи 2009 года, в селе проживало 839 человек (418 мужчин и 421 женщина).